# Dominik Jastrzębski
Dominik Jastrzębski (ur. 21 czerwca 1942 w Tabędzu, zm. 13 listopada 2010) – polski polityk, dyrektor, Minister Współpracy Gospodarczej z Zagranicą w Radzie Ministrów Mieczysława Rakowskiego, skazany przez Trybunał Stanu.

## Życiorys
Syn Zygmunta i Janiny. W 1966 ukończył studia na Wydziale Leśnym Szkoły Głównej Gospodarstwa Wiejskiego w Warszawie w 1971 roku Studium Ekonomii i Ekonomiki w Wyższej Szkole Nauk Społecznych KC PZPR, a następnie podyplomowe studium handlu zagranicznego w Szkole Głównej Planowania i Statystyki w Warszawie. W 1977 roku ukończył Studium dla pracowników spółek (lokowanych zagranicą) z udziałem kapitału PRL, własność państwowa. W latach 1977–1983 był dyrektorem przedsiębiorstwa Polish Timber Products Ltd. w Londynie, a w latach 1986–1988 dyrektorem generalnym spółki z o.o. PAGED.
W latach 1960–1967 działacz Zrzeszenia Studentów Polskich oraz Związku Młodzieży Polskiej. Od 1967 członek Polskiej Zjednoczonej Partii Robotniczej. Od października 1978 do czerwca 1981 wchodził w skład podstawowej organizacji partyjnej PZPR w Londynie (jako dyrektor Polish Timber Products), od lutego 1980 w randze Sekretarza P.O.P. Polish Timber Products. Od 1976 pracował w Ministerstwie Handlu Zagranicznego. Od 14 października 1988 do 12 września 1989 był Ministrem Współpracy Gospodarczej z Zagranicą w Radzie Ministrów Mieczysława Rakowskiego. w 1989 zajął 3. miejsce w wyborach do Senatu RP w okręgu łomżyńskim.
18 czerwca 1997 Trybunał Stanu uznał go za winnego w tzw. aferze alkoholowej.
Odznaczony Krzyżem Kawalerskim Orderu Odrodzenia Polski.
Pochowany na cmentarzu parafialnym w Dzierżeninie.